# گروتافراتا
گروتافراتا (به ایتالیایی: Grottaferrata) یک کومونه در ایتالیا است که در استان رم واقع شده‌است.

## خصوصیات
گروتافراتا ۱۸ کیلومترمربع مساحت و ۲۱٬۰۶۶ نفر جمعیت دارد و ۳۲۹ متر بالاتر از سطح دریا واقع شده‌است.

## خواهرخوانده
شهرهای واندور لنانسی، Bisignano، براچیلیانو، Oria, Apulia، Rofrano، روسانو، Sant'Elia Fiumerapido و San Mauro la Bruca خواهرخوانده‌های گروتافراتا هستند.